# Rundzylinder

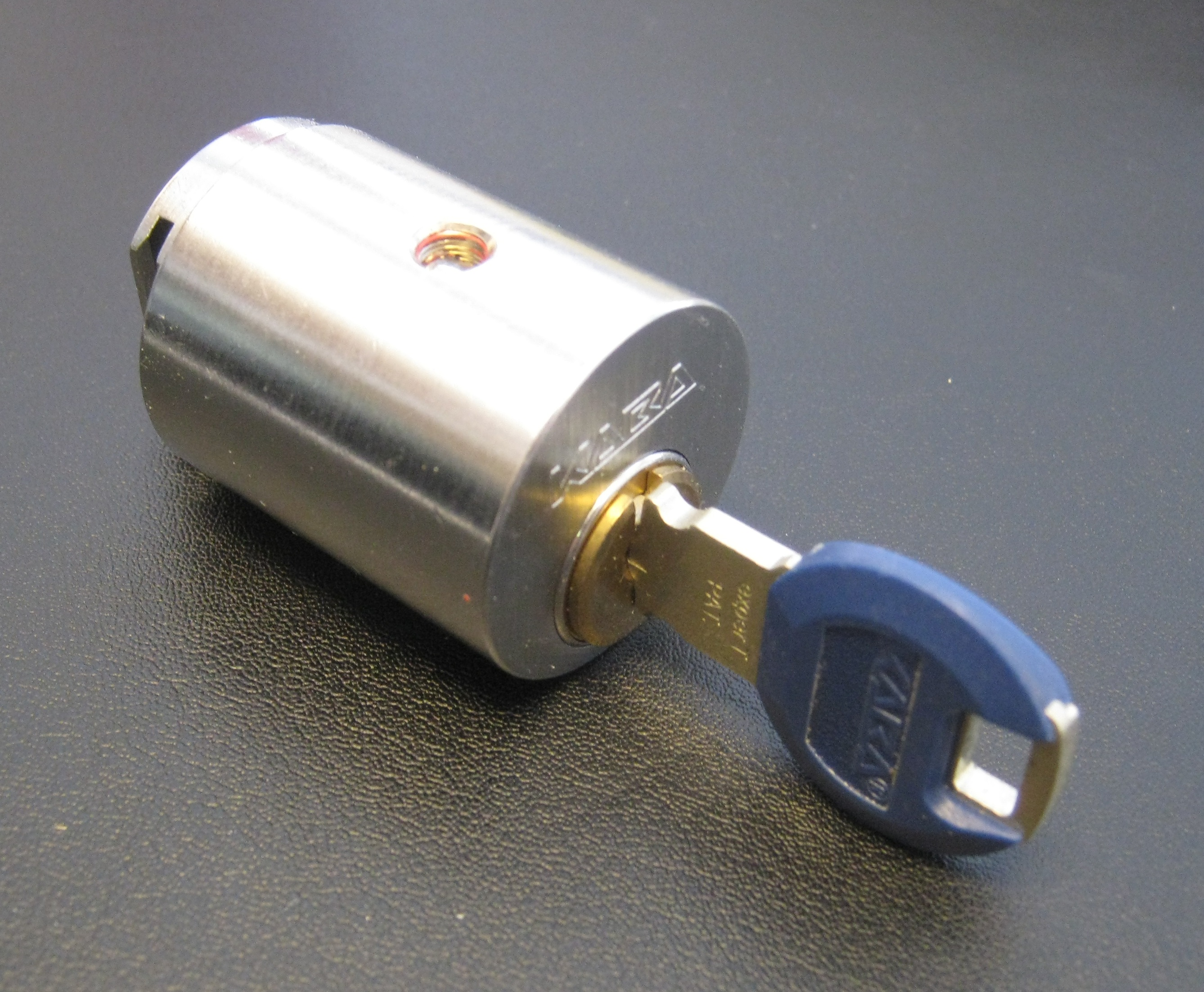
Rundzylinder

Die Rundzylinder sind eine bis in die 1960er Jahre verbaute Art Schließzylinder, die zusammen mit Schloss, Türschild und Riegel einen Bereich oder eine Türe sichern. Sie sind Teil einer Schließanlage und am kreisrunden Profil erkennbar. „Schweizer“ Rundzylinder sind der Standard in der Schweiz.
Dem gegenüber sind Profilzylinder an ihrer länglichen Form erkennbar, sie sind der gebräuchliche Typ der heute verwendeten Sicherheits-Türschlösser in Deutschland.

## Bauformen
Rundzylinder gibt es als Einzel- und als Doppelzylinder, sie bestehen aus einem oder zwei Teilen und der Durchmesser beträgt 30 mm.
Doppelzylinder haben einen Innen- und Außenteil, die aneinandergesetzt werden. Zum Einbau müssen die getrennten Zylinderhälften von beiden Seiten in das Schloss eingeführt werden, bis ein Mechanismus die beiden Hälften arretiert. Dabei ist es möglich, zwei Zylinderhälften mit verschiedenen Stiftcodierungen beziehungsweise Schließungen zusammenzusetzen.
Zum Ausbau der Doppelzylinder ist ein passender Schlüssel nötig. Dieser wird gedreht, bis eine kleine Öffnung am Schließkanal des Schlüssels erscheint. Anschließend kann mit einem Stift-Werkzeug, das unter dem Schlüssel in den Zylinder eingeführt wird, der arretiernde Mechanismus entriegelt werden und die Zylinderhälften sind getrennt. Wegen dieser Teilung bieten Doppelzylinder eine geringere Sicherheit als die heute üblichen, einteiligen Profilzylinder, sie werden daher nur noch selten verwendet.
Ersatzteile sind immer noch erhältlich, so dass es nicht zwingend ist, bei einem Austausch des Zylinders auch Schloss und Türbeschläge zu erneuern. Auch wenn Ersatzrundzylinder teurer sind als Profilzylinder, lohnt sich der Austausch, da die Kosten für ein neues Schloss und Beschläge eingespart werden.

## Unterschied zu Profilzylindern
Hersteller bieten Rund- und Euro-Profilzylinder an, welche mit demselben Schlüssel geöffnet werden können. Rundzylinder werden üblicherweise so eingebaut, dass der Schlüsselbart nach oben zeigt, bei Profilzylindern zeigt dieser meist nach unten.
Doppelzylinder haben keine Schließnase, die beim Drehen des Schlüssels den Riegel im Schloss bewegt, sondern die in den Zwischenraum der beiden Zylinderhälften ragende Spitze des Schlüssels selbst übernimmt diese Funktion. Dieses Merkmal muss beim Nachkauf eines Zylinders beachtet werden.
Im Gegensatz zu Profilzylindern werden Doppelzylinder nicht mit einer Schraube, sondern mit einem eingebauten Schnappmechanismus arretiert. Da diese Arretierung der beiden Zylinderstücke nur über eine oder zwei kleine Nasen von etwa 4 mm erfolgt, sind diese Zylinder anfälliger gegen gewaltsame Entfernung als die Profilzylinder.
Der Einbau von Rund- und Profilzylindern ist identisch. Bei den Beschlägen ist beim Rundzylinder im Türschild nur das Rundloch (22,4 bzw. 30,4 mm) zu sehen, während das Türschloss selbst noch einen Steg dazu ausgeschnitten hat, beim Profilzylinder sind die Ausschnitte in Türschloss und Türschild identisch. Aufgrund des größerer Durchmessers kann man davon ausgehen, dass die „Schweizer“-Zylinder eine größere Anzahl Zuhaltungsreihen erlauben.

## „Schweizer“ Rundzylinder
Der „Schweizer“ Rundzylinder ist einteilig und hat einen Durchmesser von 22 mm. Die Distanz von der Türklinke, also der Mitte der Drückernuss bis zur Mitte des Rundzylinders ist – nach Vorgabe des Verbands Schweizerischer Schloss- und Beschlägefabrikanten (VSSB  20200 Maßreihe 3) – um 2 mm größer als das in Deutschland übliche Maß bis zur Mitte des Profilzylinderkerns, z. B. 74 statt 72 mm nach DIN EN 12209.
In manchen Fällen muss der Mitnehmer des Zylinders um etwa 1 mm gekürzt werden, um in einem Türschloss deutscher Produktion verwendbar zu sein. Die Montage der Beschlagschilder oder Rosetten sollte erst erfolgen, wenn der Zylinder durch die Befestigungsschraube arretiert ist.